# Loud Hailer
Loud Hailer je jedenácté sólové studiové album anglického kytaristy Jeffa Becka. Vydáno bylo v červenci roku 2016 společností Atco Records a jeho producentem byl spolu s Beckem Filippo Cimatti. Deska obsahuje celkem jedenáct písní, přičemž na většině se autorsky vedle Becka podílely také kytaristka Carmen Vandenberg a zpěvačka Rosie Bones. V hitparádě Billboard 200 se umístilo na 41. příčce.

## Seznam skladeb
1. The Revolution Will Be Televised – 3:53
2. Live in the Dark – 3:47
3. Pull It – 2:09
4. Thugs Club – 5:15
5. Scared for the Children – 6:07
6. Right Now – 3:57
7. Shame – 4:40
8. Edna – 1:03
9. The Ballad of the Jersey Wives – 3:50
10. O.I.L. (Can't Get Enough of That Sticky) – 4:41
11. Shrine – 5:47

## Obsazení
- Jeff Beck – kytara
- Carmen Vandenberg – kytara
- Rosie Bones – zpěv
- Davide Sollazzi – bicí
- Giovanni Pallotti – baskytara